# Ryszard Blaszka
Ryszard Zenon Blaszka (ur. 2 marca 1951 w Poznaniu) – polski żeglarz olimpijczyk, mistrz Europy juniorów.

## Życiorys
Startował w klasach OK Dinghy (do 1971) i Finn. W tej ostatniej zdobył w 1972 mistrzostwo Europy juniorów. W mistrzostwach Europy seniorów w klasie Finn zajmował kolejno:
- 1972 - 15. miejsce
- 1973 - 6. miejsce
- 1974 - 14. miejsce
- 1975 - 5. miejsce
- 1976 - 17. miejsce

Jako jedyny polski żeglarz wziął udział w Igrzyskach Olimpijskich w Montrealu (1976, regaty były rozgrywane w Kingston). Zajął w klasie Finn 16. miejsce. Cztery lata wcześniej w Kilonii 1972 był zawodnikiem rezerwowym (startował Błażej Wyszkowski).
Był mistrzem Polski w 1974 oraz wicemistrzem w 1973, 1975 i 1976.
Obecnie jest przedsiębiorcą, producentem jachtów, a także mebli. Jego kuzyn Henryk Blaszka także był żeglarzem olimpijczykiem w klasie Finn.